# Almondsbury
Almondsbury är en ort och civil parish i Storbritannien.   Den ligger i kommunen South Gloucestershire och riksdelen England, i den södra delen av landet, 170 km väster om huvudstaden London. Almondsbury ligger 57 meter över havet och antalet invånare är 1 812.
Terrängen runt Almondsbury är platt. Runt Almondsbury är det tätbefolkat, med 476 invånare per kvadratkilometer. Närmaste större samhälle är Bristol, 11,1 km söder om Almondsbury. Trakten runt Almondsbury består i huvudsak av gräsmarker.